# Brassband Gelderland
Brassband Gelderland is een Nederlandse brassband in Arnhem en is opgericht in 1965 als regionaal koperorkest met de bedoeling om met enthousiaste muzikanten brassbandmuziek te spelen.

## Brassband
Een brassband is een orkest dat bestaat uit louter koperen blaasinstrumenten. Van oorsprong is het een orkestvorm die in Engeland is ontstaan en in Nederland vooral in Friesland en Groningen redelijk veel voorkomt. In Gelderland zijn er echter maar zes echte brassbands. Het bijzondere van een brassband is de specifieke klank die het gevolg is van de standaardbezetting van het orkest: alleen maar 'zacht koper' en trombones. Geen trompetten derhalve, geen houten blaasinstrumenten en geen saxofoons. Uiteraard wel uitgebreid slagwerk. Een brassband kent een vaste bezetting van 25 blazers en 3 slagwerkers. Hierdoor onderscheidt een brassband zich dus van een harmonie- of fanfareorkest dat een veel grotere verscheidenheid aan instrumenten heeft.

## Geschiedenis
Brassband Gelderland (BBG) bestaat sinds 1965. Henk Alders was de eerste artistiek leider en Toon Kersten was de repetitor. Na Dick Roelofsen die meer dan twintig jaar muzikaal leider was van BBG en een korte periode Dick Bolt, is het orkest onder leiding van Hendry van Loo uitgegroeid tot een waardig regionaal orkest. Sinds januari 2014 is Andre Vulperhorst de nieuwe dirigent van BBG. De muziek die BBG speelt, kent een grote variëteit, van klassieke bewerkingen tot eigentijdse composities. In 2003 heeft het orkest een project uitgevoerd met werk van louter Gelderse componisten. In 2005 en 2006 volgde het project 'Orgel en Brass' dat twee origineel voor brassband en orgel gecomponeerde composities heeft opgeleverd en die brassband Gelderland als eerste heeft uitgevoerd. Ook treedt BBG regelmatig op met andere orkesten en ook koren uit de Provincie Gelderland. In 2007 heeft BBG medewerking verleend aan de cd-opname van Gé Reinders Blaos mich ’t landj door. Dit album is opgenomen met 12 Nederlandse blaasorkesten, uit elke provincie een. Ook in 2007 heeft BBG voor het eerst in zijn bestaan deelgenomen aan een concours en is in de tweede divisie ingedeeld. In 2009 heeft de band op uitnodiging van het Prins Bernhard Cultuurfonds en het Gelders Kenniscentrum voor Kunst en Cultuur deelgenomen aan het project An Age of Kings. Dit is oorspronkelijk voor brassband en mannenkoor geschreven stuk van de Engelse componist Edward Gregson, waarbij de componist de band heeft uitgebreid met een piano, harp en een mezzosopraan. Daarbij is dit stuk negen keer uitgevoerd op verschillende locaties. Op het concours van 2010 is de band gepromoveerd naar de eerste divisie. In 2011 heeft brassband voor het eerst deelgenomen aan de Nederlandse Brassband Kampioenschappen, in de tweede divisie. In 2011 en 2013 heeft de brassband deelgenomen aan de Nederlandse Brassband Kampioenschappen in Groningen.

## Dirigent
André Vulperhorst werd in 1959 geboren te Amsterdam. Hij kreeg op zevenjarige leeftijd zijn eerste tubalessen in Eindhoven bij de brassband van het Leger des Heils. Na de middelbare school studeerde André tuba, directie en schoolmuziek aan het Koninklijk Conservatorium in Den Haag. Al tijdens zijn studie speelde hij bij het Gewestelijk Orkest, Het Radio Filharmonisch Orkest en het Residentie Orkest. Na zijn afstuderen speelde hij veelvuldig bij het Nederlands Balletorkest en het Rotterdams Philharmonisch Orkest. Tegenwoordig is André de vaste tubaist van RBO Sinfonia. Naast uitvoerend musicus is André dirigent van harmonie- en fanfareorkesten en tevens docent groot koper bij Scholen in de Kunst in Amersfoort en projectleider bij de Muziek- en Dansschool Amstelveen. Sinds januari 2014 staat hij als dirigent voor Brassband Gelderland.